# 長岡毅
長岡 毅（ながおか たけし、1921年10月20日 - 2004年9月2日）は、日本の経営者。日本通運社長、会長を務めた。福島県出身。

## 経歴・人物
1943年に早稲田大学専門部商科を卒業し、同年に日本通運に入社した。初代の米国駐在員となり、それ以来、国際輸送部門・航空輸送部門に携わった。1962年に米国日本通運副社長に就任し、1975年5月に取締役、1979年6月に常務、1981年2月に副社長を経て、1983年6月に社長に就任した。1991年6月に会長に就任し、1997年6月に相談役に退いた。社長時代には、海外現地法人を22社新設するなど海外輸送網の拡充に尽力した。
　
流通経済大学理事長も務めた。
1986年11月に藍綬褒章を受章し、1994年にロジスティクス大賞(物流功労賞)を受賞し、1996年11月に勲二等瑞宝章を受章した。
2004年9月2日急性肺炎のために死去。82歳没。